# Кумаші
Кумаші́ (рос. Кумаши, чув. Кăмаша) — присілок у складі Вурнарського району Чувашії, Росія. Входить до складу Великоторханського сільського поселення.
Населення — 200 осіб (2010; 238 у 2002).
Національний склад:
- чуваші — 97 %